# Nicanor de la Cruz
Nicanor de la Cruz Araya (Combarbalá, 4 de marzo de 1938) es un político chileno. Ejerció como gobernador de la Provincia de El Loa entre 2009 y 2010.
Anteriormente, entre 1990 y 1994 se desempeñó como diputado por el distrito N.° 3.

## Biografía
Nació en Combarbalá, el 4 de marzo de 1938. Hijo de María Araya Michea.
Se casó con María Alicia Jofré y son padres de cinco hijos.
Sus estudios primarios los realizó en la Escuela Pública de Combarbalá, mientras que su licencia secundaria la obtuvo rindiendo exámenes libres en el Liceo N.°104 de Santiago.

## Trayectoria obrera
En 1959 comenzó su actividad laboral como obrero de la División Chuquicamata de CODELCO-CHILE, destacándose por su interés en los problemas gremiales; de 1966 a 1969 fue delegado seccional de personal y dirigente mutualista deportivo y social del Fondo Acumulativo; de 1967 a 1970 ocupó la presidencia de los Comités Paritarios de Seguridad e Higiene Ambiental; en 1980 fue elegido presidente del Sindicato de Trabajadores N.°2, hasta marzo de 1987 y ese mismo año, fue delegado titular para la Conferencia Anual de la Federación Internacional de los Trabajadores Metalúrgicos en Noruega y Suecia, respectivamente.
En agosto de 1988, durante el Congreso Constituyente de la Central Unitaria de Trabajadores (CUT), fue elegido secretario general de esta organización sindical. Posteriormente, asumió la presidencia de la Confederación de Trabajadores del Cobre (CTC), cargo que cumplió hasta abril de 1989. Asimismo, fue nombrado consejero nacional de la Central de Trabajadores del Cobre.
También asistió como delegado al Congreso de los Trabajadores de Latinoamérica y del Caribe sobre la Deuda Externa, encuentro que se realizó en Venezuela.

## Trayectoria política
En 1989 fue elegido diputado por el distrito N.°3, correspondiente a las comunas de Tocopilla, María Elena, Calama, Ollagüe y San Pedro de Atacama, 2ª Región, para el período 1990-1994. Fue elegido como Independiente en el Pacto Concertación por la Democracia. Integró la Comisión Permanente de Trabajo y Seguridad Social y la de Minería y Energía. Cuando ya era diputado, ingresó al Partido Socialista de Chile (PS), el 30 de agosto de 1990.
Posterior a su labor como diputado, Trabajó en el mineral Radomiro Tomic, de la división Norte de Codelco.
En 2009, asumió como presidente provincial del Partido Socialista en El Loa.
El 27 de abril de 2009 fue nombrado gobernador de la Provincia de El Loa, durante el gobierno de la presidenta Michelle Bachelet.